# Rudolf Trauner junior
Rudolf Trauner (* 8. Februar 1954 in Linz; † 9. November 2024) war ein oberösterreichischer Politiker (ÖVP) und Unternehmer. Er war Geschäftsführer des Trauner Verlags. Von 2003 bis 2017 war er Präsident der Wirtschaftskammer Oberösterreich.

## Leben
Rudolf Trauner inskribierte nach der Handelsakademie in Linz 1973 an der Johannes-Kepler-Universität Linz Betriebswirtschaftslehre. Sein Studium schloss er 1978 mit den Schwerpunkten Organisation und Marketing ab, von 1979 bis 1981 schrieb er seine Doktoratsarbeit.
1991 übernahm Trauner von seinem Vater Rudolf Trauner senior die Geschäftsführung des Familienunternehmens. Die Druckerei des Unternehmens wurde aus wirtschaftlichen Gründen Ende September 2019 geschlossen.
Vom 30. Oktober 1991 bis zum 30. Oktober 1997 war Trauner Abgeordneter des Oberösterreichischen Landtags für die ÖVP. Im Jahr 2000 zog er als Vizepräsident in das Präsidium der Wirtschaftskammer Oberösterreich ein und übernahm 2003 das Präsidentenamt von Viktor Sigl. Im Jahr 2005 wurde er bei der Wirtschaftskammerwahl als Präsident wiedergewählt.
Trauner war von 2003 bis 2017 Präsident der Wirtschaftskammer Oberösterreich. Ihm folgte in diesem Amt Doris Hummer nach.
Seit 1990 war er Ehrenmitglied der katholischen Studentenverbindung KÖStV Kürnberg Wien im ÖCV.
Trauner war verheiratet, hat zwei Kinder und lebte in Linz. Er verstarb nach schwerer Krankheit am 9. November 2024. und wurde am St. Barbara-Friedhof im Grab seiner Eltern beerdigt.

## Interessenpolitische Standpunkte
Während seiner Amtszeit setzte Trauner Schwerpunkte in den Bereichen soziale Absicherung von Ein-Personen-Unternehmen (EPU) und Kleinunternehmen, Steuer- und Bürokratieentlastungen insbesondere für Klein- und Mittelbetriebe (KMU), Infrastruktur-Ausbau und Standortverbesserungen für Großbetriebe und Aus- bzw. Weiterbildung.